# Éric VIII de Suède
Eric VIII de Suède (Erik Hedningen) est roi de Suède en 1066/1067.
Il s'agit vraisemblablement d'un usurpateur qui s'éleva contre le roi Erik Stenkilsson et se fit reconnaître roi par le Svealand. Il périt avec son rival Erik VII dans un combat, ainsi qu'une grande partie de la noblesse, selon Adam de Brême qui mentionne son existence.